# 佐々木慶子
佐々木 慶子（ささき けいこ、1976年11月6日 - ）は、日本の女子プロゴルファー。
2023年時点ではゴルフプレーヤーとして活動する傍ら、神奈川県足柄上郡にあるゴルフ練習場「Golf Range K2」にてゼネラルマネージャーを務める。

## 略歴
1976年11月6日、神奈川県に産まれる。
2002年にプロテストをトップ合格する。翌2003年にはステップアップツアーで初優勝を果たす。